# محمدجعفر جعفری لنگرودی
محمّدجعفر جعفری لنگرودی (۲۴ فروردین ۱۳۰۲ – ۸ اسفند ۱۴۰۱) فقیه، مجتهد، فیلسوف، ادیب، شاعر و حقوقدان ایرانی و صاحب نوشته‌هایی در حقوق و ادبیات بود. جعفری لنگرودی در سال ۱۳۸۵ دانشنامه عمومی حقوق موسوم به الفارق را که توسّط انتشارات گنج دانش منتشر شد به پایان رساند. الفارق نخستین و بزرگ‌ترین دانشنامه حقوقی به زبان فارسی است که بر پایه مبانی استدلالی و اجتهادات عمیق حقوقی همه مذاهب شش‌گانه باطنی، شیعه اثنی عشری، مالکی، حنفی، حنبلی و شافعی و همچنین حقوق روم، یعنی نظام حقوقی فرانسه را در فقه معاملات و عناوین و موضوعات مهم حقوقی مورد بررسی قرار داده است.
جعفری لنگرودی مدتی رئیس دانشکده حقوق دانشگاه تهران و هم چنین مدیر گروه حقوق خصوصی آنجا بود که لقب ذو الریاستین را به او داده بودند. جعفری لنگرودی یکی از اعضای هیئت شش نفره تدوین پیش‌نویس قانون اساسی پس از انقلاب ۱۳۵۷ ایران بود.

## زندگی و تحصیلات
محمدجعفر جعفری لنگرودی در سال ۱۳۰۲ خورشیدی در لنگرود زاده شد. پدرش روحانی و کاسب بود. جعفری لنگرودی تحصیلات مقدماتی را نزد پدر فرا گرفت و پس از آن برای ادامه تحصیل به دانشسرای رشت رفت. او همزمان با تحصیل در دانشسرا، پدر و مادرش را از دست داد. به همین دلیل تحصیل در دانشسرا را نیمه‌تمام گذاشت و برای ادامه تحصیل به حوزه علمیه شهرهای قم، همدان، اصفهان، و مشهد رفت و از محمد کاظم مهدوی دامغانی استفاده کرد و در حوزه علمیه خراسان از سوی هاشم قزوینی به درجه اجتهاد نایل شد.
جعفری لنگرودی همزمان با تحصیلات حوزوی موفق به گرفتن دیپلم شد و برای ادامه تحصیلات مدرن در دانشکده حقوق دانشگاه تهران ثبت نام نمود. او دکترای حقوق خود را با عنوان تأثیر اراده در حقوق مدنی در سال ۱۳۳۹ از این دانشگاه دریافت کرد. محمد جعفر جعفری لنگرودی و ناصر کاتوزیان نخستین دانش‌آموختگان دکترای حقوق خود در ایران بودند. آنها در یک سال از رساله دکتری خود دفاع کردند. اعضای هیئت رسیدگی به رساله دکتری سید حسن امامی، موسی عمید، سید محمد مشکات بودند. وی نخستین کسی بود که به اخذ درجه عالی به انضمام تقدیر هیئت رسیدگی برای رساله دکتری خود در دانشکده حقوق و علوم سیاسی دانشگاه تهران نایل گشت.
رساله جعفری لنگرودی در سال ۱۳۴۰ به صورت کتاب منتشر گشت.
جعفری لنگرودی در اواخر عمر در ایست‌بورن انگلستان زندگی می‌کرد. کتاب دانشنامه عمومی حقوق (الفارق) از نوشته‌های وی در سال ۱۳۸۷ و در بیست و ششمین دوره جایزه کتاب سال جمهوری اسلامی ایران به عنوان برترین کتاب سال رشته حقوق شناخته شد.
لنگرودی، مدتی به مسند قضاوت نشست. او به این نتیجه رسید که در بخش حقوقی، جای کتاب‌های فارسی خالی است. حاصل این نتیجه‌گیری ده‌ها کتاب و مقاله بود. او نوشتن دانشنامه حقوقی ۵ جلدی را که در سال ۱۳۳۶ آغاز و در سال ۱۳۵۸ به پایان برد.

## دیدگاه‌ها

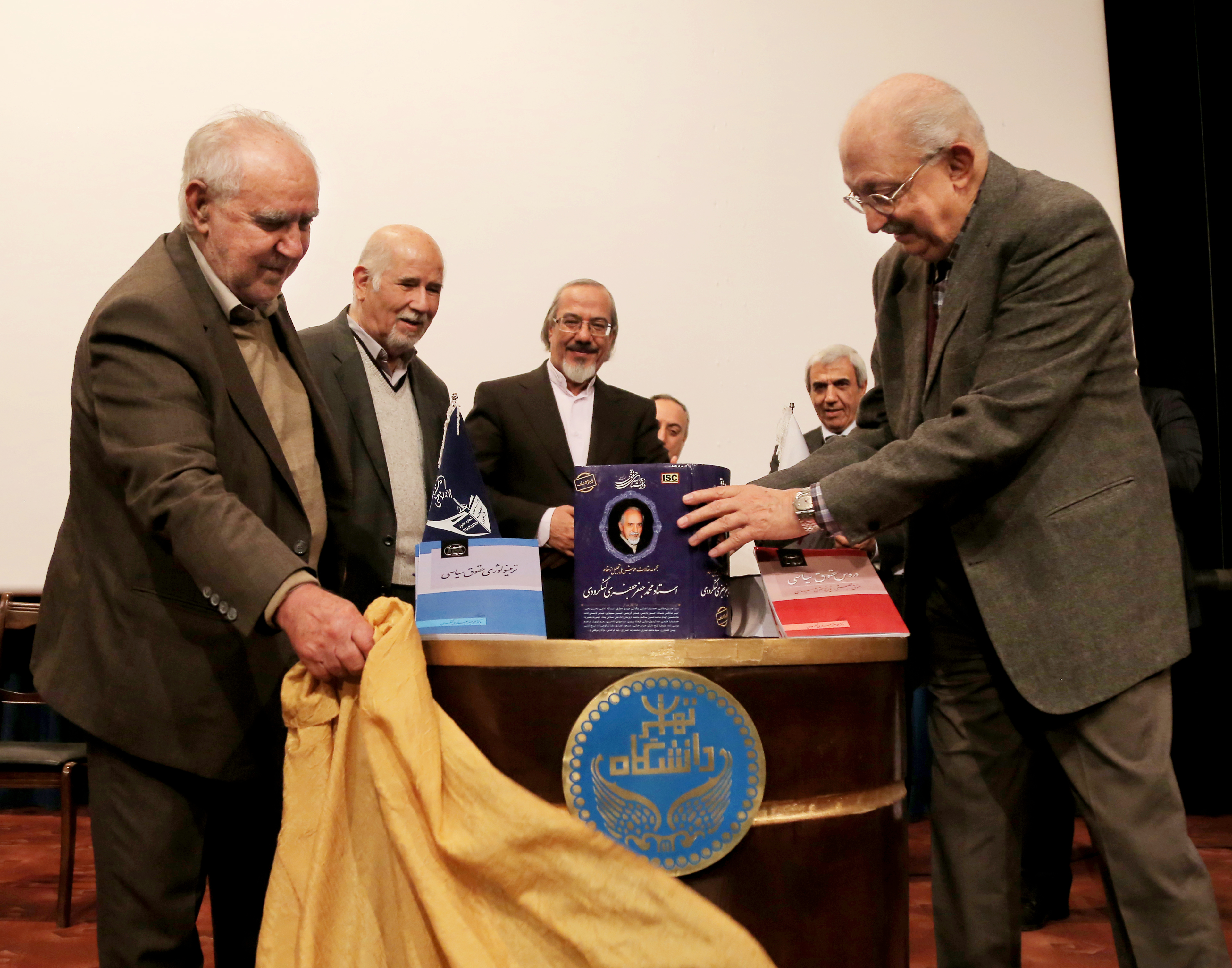
از راست: محمدرضا ضیایی بیگدلی، محمد درویش‌زاده، سید محمد هاشمی، سید حسین صفایی‌در حال رونمایی از مجموعه مقالات اهدایی به محمد جعفر جعفری لنگرودی

لنگرودی علاوه بر شهرتی که در ایجاد دائرةالمعارف‌ها و واژه‌شناسی‌های حقوق مانند واژه‌شناسی، مبسوط، الفارق، دائرة المعارف، فرهنگ عناصر شناسی و مانند آنها در میان حقوق خواندگان دانشگاهی دارد قدرت خود در حوزه فلسفه حقوق مدنی و تأثیر فلسفه حقوق مدنی در حوزهٔ موضوعات حقوقی را با کتاب‌هایی چون فلسفه اعلی، فلسفه حقوق مدنی، و تئوری موازنه به اثبات رساند. اگرچه خود او معتقد بود که با نگارش تأثیر اراده در حقوق مدنی این قدرت ده‌ها سال پیش به اثبات رسیده بود. حقوق ایران برای نگاه علمی، منطقی، و تدقیقی این حقوقدان مدیون او است. واژهٔ عدالت، همواره منجر به بی‌ضابطه بودن در مباحث حقوقی شده است. لنگرودی، با ارائه ملاک‌های ناشی از نظریه‌های ویژه خود، نظم حاکم بر روابط شهروندان را به جامعه حقوقی نشان داد و اثبات کرد که این نظم، قابل کشف است.
همچنین در امتداد بررسی روش‌شناسی و اندیشه‌شناسی حقوقی جعفری لنگرودی، کتابی با عنوان (درآمدی بر روش‌شناسی و اندیشه‌شناسی حقوقی استاد جعفری لنگرودی: حقوق قناعت محور: نظریه عمومی اطمینان)، توسط علیرضا آبین (حقوقدان و عضو هیئت علمی دانشگاه زاهدان) به نگارش درآمد. این کتاب پس از نگارش، توسط پژوهشکده حقوق و قانون ایران به کشور انگلستان و شهر ایستبورن ارسال و جعفری لنگرودی پس از مطالعه و تأیید محتوای آن، بر این کتاب تقریظ و دیباچه خویش را درج نمود.

## بزرگداشت

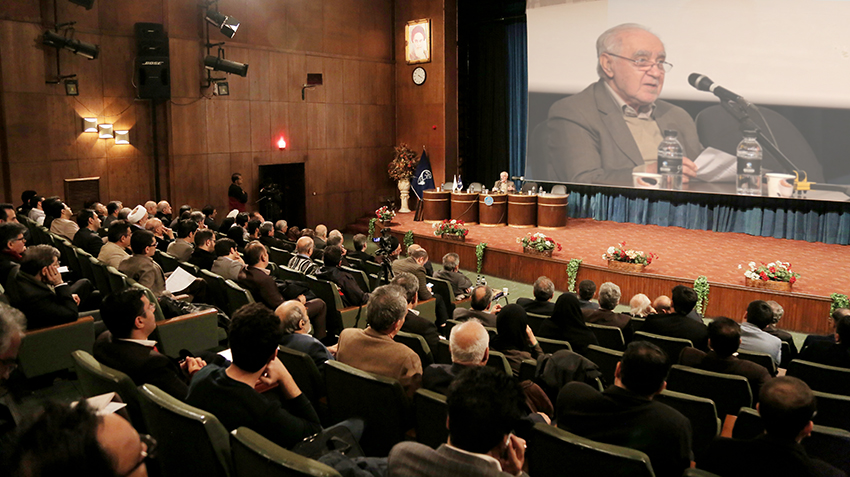
همایش بزرگداشت از مقام علمی محمدجعفر جعفری لنگرودی

پژوهشکده حقوق و قانون ایران و انجمن حقوق‌شناسی با مشارکت دانشگاه‌ها و انجمن‌های علمی حقوقی، همایش بزرگداشت از محمدجعفر جعفری لنگرودی را در ۲۹ آبان ۱۳۹۸ برگزار کردند. این همایش در دانشگاه تهران و با سخنرانی سید مصطفی محقق داماد، سید حسین صفایی، حسنعلی درودیان، محمدرضا ضیایی بیگدلی، محمد درویش زاده، محمدحسین ساکت، علیرضا گنج دانش، عباس کریمی، مهدی هداوند و محمدرضا تخشید برگزار شد و از مجموعه مقالات اهدایی به این همایش رونمایی شد.
سید علیرضا آوایی، وزیر دادگستری دولت یازدهم جمهوری اسلامی ایران در این همایش گفت: «آثار دکتر محمد جعفر جعفری لنگرودی، معتبرترین و علمی‌ترین مبنای حقوق مدنی ایران است». وی افزود: «ایشان در زمینه حقوق و فقه مرجع هستند و آثار ایشان در حال حاضر در بسیاری از دانشگاه‌های کشور و جهان در حال تدریس است. کار و فعالیت دکتر جعفری لنگرودی چند وجهی و تخصصی بود. ایشان به ابعاد مختلف علم حقوق اشرافیت داشتند که این سبب شد تا قانون مدنی تألیف ایشان یکی از تاریخی‌ترین، مستدل‌ترین و علمی‌ترین متن قانونگذاری باشد. دکتر جعفری طرحی برای بازنگری قانون ارائه کردند که در این طرح بر پایه نیازمندی‌های زمان حاضر مواد قانونی از یک هزار و ۳۳۵ ماده به سه هزار و ۵۲۰ ماده افزایش یافته است».